# Manchester United F.C. w sezonie 2025/2026
Sezon 2025/26 jest dla Manchesteru United 34. sezonem w Premier League i 51. sezonem z rzędu w najwyższej klasie rozgrywkowej w Anglii.

## Mecze

### Przedsezonowe i towarzyskie
| Szczegóły meczu                                     | Wynik                                     | Wynik               | Wynik                                                                  | Skład |
| --------------------------------------------------- | ----------------------------------------- | ------------------- | ---------------------------------------------------------------------- | --- |
| 19 lipca 2025, 15:15 Strawberry Arena 45 345 widzów | Leeds United                              | 0 – 0               | Manchester United                                                      | Bayındır (46' Heaton), Mazraoui (46' Yoro), de Ligt (46' Maguire {74' Fredricson}), Shaw (46' Heaven), Diallo (46' Dalot), Casemiro (46' Ugarte), Collyer (46' Mainoo), León (46' Dorgu), Fernandes (46' Mantato {80' Fletcher}), Cunha (46' Mount), Obi-Martin (46' Højlund) |
| 19 lipca 2025, 15:15 Strawberry Arena 45 345 widzów |                                           |                     |                                                                        | Bayındır (46' Heaton), Mazraoui (46' Yoro), de Ligt (46' Maguire {74' Fredricson}), Shaw (46' Heaven), Diallo (46' Dalot), Casemiro (46' Ugarte), Collyer (46' Mainoo), León (46' Dorgu), Fernandes (46' Mantato {80' Fletcher}), Cunha (46' Mount), Obi-Martin (46' Højlund) |
| 27 lipca 2025, 1:00 MetLife Stadium 82 566 widzów   | West Ham United                           | 1 – 2               | Manchester United                                                      | Bayındır, Yoro (65' Fredricson), de Ligt (65' Maguire), Heaven (65' Shaw), Diallo (65' Dalot), Ugarte (65' Casemiro), Mainoo (65' Collyer), Dorgu (65' León), Fernandes (65' Fletcher), Cunha (65' Mount), Højlund (65' Obi-Martin)                                           |
| 27 lipca 2025, 1:00 MetLife Stadium 82 566 widzów   | 63' Jarrod Bowen                          |                     | Bruno Fernandes 5' (r.k.) Bruno Fernandes 52'                          | Bayındır, Yoro (65' Fredricson), de Ligt (65' Maguire), Heaven (65' Shaw), Diallo (65' Dalot), Ugarte (65' Casemiro), Mainoo (65' Collyer), Dorgu (65' León), Fernandes (65' Fletcher), Cunha (65' Mount), Højlund (65' Obi-Martin)                                           |
| 31 lipca 2025, 3:30 Soldier Field 58 927 widzów     | Bournemouth                               | 1 – 4               | Manchester United                                                      | Heaton, Yoro (71' Fredricson), Maguire (46' de Ligt), Shaw (71' Heaven), Dalot (71' Mantato), Fernandes (71' Mainoo), Casemiro (71' Ugarte), Dorgu (71' León), Mount (71' Collyer), Diallo (71' Williams), Højlund (71' Obi-Martin)                                           |
| 31 lipca 2025, 3:30 Soldier Field 58 927 widzów     | 88' Matthijs de Ligt (sam.)               |                     | Rasmus Højlund 8' Patrick Dorgu 25' Amad Diallo 53' Ethan Williams 72' | Heaton, Yoro (71' Fredricson), Maguire (46' de Ligt), Shaw (71' Heaven), Dalot (71' Mantato), Fernandes (71' Mainoo), Casemiro (71' Ugarte), Dorgu (71' León), Mount (71' Collyer), Diallo (71' Williams), Højlund (71' Obi-Martin)                                           |
| 3 sierpnia 2025, 23:00 Mercedes-Benz Stadium        | Everton                                   | 2 – 2               | Manchester United                                                      | Bayındır, Yoro (57' Maguire), de Ligt (87' Fredricson), Shaw (57' Heaven), Diallo, Mainoo (57' Mount), Ugarte (72' Casemiro), Dalot, Fernandes, Cunha (72' Højlund), Mbeumo (46' Dorgu)                                                                                       |
| 3 sierpnia 2025, 23:00 Mercedes-Benz Stadium        | 40' Iliman Ndiaye 75' Ayden Heaven (sam.) |                     | Bruno Fernandes 19' (r.k.) Mason Mount 69'                             | Bayındır, Yoro (57' Maguire), de Ligt (87' Fredricson), Shaw (57' Heaven), Diallo, Mainoo (57' Mount), Ugarte (72' Casemiro), Dalot, Fernandes, Cunha (72' Højlund), Mbeumo (46' Dorgu)                                                                                       |
| 9 sierpnia 2025, 13:45 Old Trafford 67,000 widzów   | Manchester United                         | 1 – 1 (5-4 po r.k.) | Fiorentina                                                             | Bayındır, Yoro, Maguire (73' de Ligt), Heaven (73' Shaw), Diallo, Casemiro (73' Mainoo), Fernandes, Dorgu, Mount (84' Ugarte), Mbeumo (73' Dalot), Cunha |
| 9 sierpnia 2025, 13:45 Old Trafford 67,000 widzów   | 25' Robin Gosens (sam.)                   |                     | Simon Sohm 8'                                                          | Bayındır, Yoro, Maguire (73' de Ligt), Heaven (73' Shaw), Diallo, Casemiro (73' Mainoo), Fernandes, Dorgu, Mount (84' Ugarte), Mbeumo (73' Dalot), Cunha |

### Premier League
| Szczegóły meczu                                    | Wynik             | Wynik                  | Wynik   | Skład |
| -------------------------------------------------- | ----------------- | ---------------------- | ------- | --- |
| 17 sierpnia 2025, 17:30 Old Trafford 73 475 widzów | Manchester United | 0 – 1                  | Arsenal | Bayındır, Yoro, de Ligt, Shaw (80' Maguire), Dalot (55' Diallo), Casemiro (64' Ugarte), Fernandes, Dorgu, Mbeumo, Cunha, Mount (64' Šeško) |
| 17 sierpnia 2025, 17:30 Old Trafford 73 475 widzów |                   | Riccardo Calafiori 13' |         | Bayındır, Yoro, de Ligt, Shaw (80' Maguire), Dalot (55' Diallo), Casemiro (64' Ugarte), Fernandes, Dorgu, Mbeumo, Cunha, Mount (64' Šeško) |

| Kolejka  | 1  | 2 | 3 | 4 | 5 | 6 | 7 | 8 | 9 | 10 | 11 | 12 | 13 | 14 | 15 | 16 | 17 | 18 | 19 | 20 | 21 | 22 | 23 | 24 | 25 | 26 | 27 | 28 | 29 | 30 | 31 | 32 | 33 | 34 | 35 | 36 | 37 | 38 |
| Rezultat | P  |   |   |   |   |   |   |   |   |    |    |    |    |    |    |    |    |    |    |    |    |    |    |    |    |    |    |    |    |    |    |    |    |    |    |    |    |    |
| Miejsce  | 14 |   |   |   |   |   |   |   |   |    |    |    |    |    |    |    |    |    |    |    |    |    |    |    |    |    |    |    |    |    |    |    |    |    |    |    |    |    |

| Lp. | Drużyna           | M | Z | R | P | B+ | B– | +/– | Pkt |
| --- | ----------------- | - | - | - | - | -- | -- | --- | --- |
| 14  | Everton           | 1 | 0 | 0 | 1 | 0  | 1  | −1  | 0   |
| 15  | Manchester United | 1 | 0 | 0 | 1 | 0  | 1  | −1  | 0   |
| 16  | Bournemouth       | 1 | 0 | 0 | 1 | 2  | 4  | −2  | 0   |

## Transfery
Przyszli
| Data       | Piłkarz        | Pozycja   | Klub                    |
| ---------- | -------------- | --------- | ----------------------- |
| 01/07/2025 | Matheus Cunha  | Napastnik | Wolverhampton Wanderers |
| 05/07/2025 | Diego León     | Obrońca   | Cerro Porteño           |
| 21/07/2025 | Bryan Mbeumo   | Napastnik | Brentford               |
| 09/08/2025 | Benjamin Šeško | Napastnik | RB Leipzig              |

Odeszli
| Data       | Piłkarz           | Pozycja  | Klub        |
| ---------- | ----------------- | -------- | ----------- |
| 01/07/2025 | Christian Eriksen | Pomocnik | Wolny agent |
| 01/07/2025 | Jonny Evans       | Obrońca  | Wolny agent |
| 01/07/2025 | Hubert Graczyk    | Bramkarz | Wolny agent |
| 01/07/2025 | Victor Lindelöf   | Obrońca  | Wolny agent |